# Tragopan satyrus

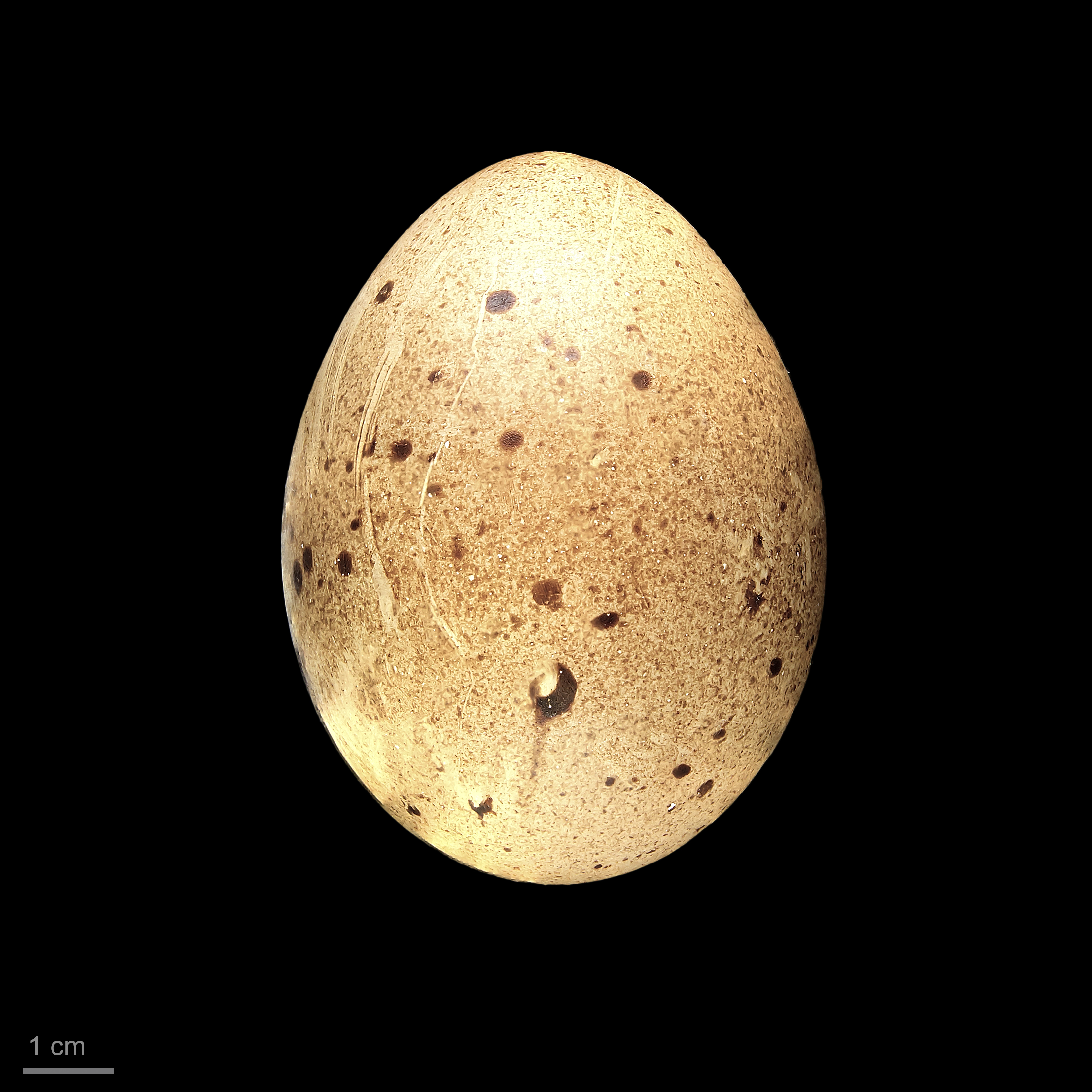
Tragopan satyra - MHNT

El tragopan sátiro (Tragopan satyra) es una especie de ave galliforme de la familia de los faisanes que se encuentra en las altas montañas de Nepal, India y Bután. Vive en los bosques pero no teme sobrevolar altas cimas; se han encontrado en el Himalaya hasta los 3500 m de altitud.

## Características
Miden 67-72 cm. La parada nupcial de esta especie es espectacular, pues en ella los machos despliegan todo su colorido plumaje ante las hembras. Incuban durante 28 días una puesta de 3 a 6 huevos. No se conocen subespecies.

## Detalles de la especie
Detalles de ambos sexos:
En la hembra las plumas de color marrón, con moteado triangular en color crema. Patas rosadas. Los jóvenes son similares son similares a las hembras, en el caso de los machos un poco más altos y con el cuello y la espalda rojiza.
Por otra parte, en el macho el cuerpo es principalmente rojizo, con la parte trasera es marrón-gris, destacan sus punteados blancos por todo el cuerpo. La cara es negra, con la garganta azul (se despliega en el cortejo). Patas fuertes de color rosado.